# Pyotr Zinchenko
Pyotr Ivanovich Zinchenko (Пётр Иванович Зинченко) (1903 em Nikolayevsk – 1969) foi um Psicólogo desenvolvista soviético, um estudante de Lev Vygotsky e Alexei Leontiev e um dos principais representantes da Escola de Psicologia de Kharkov. Em 1963, Zinchenko fundou e dirigiu o departamento de psicologia na Universidade de Kharkiv até a sua morte em 1969.
Seu filho é um psicólogo russo contemporâneo Vladimir Petrovich Zinchenko.

## Pesquisa
O tema principal da pesquisa de Zinchenko é a memória involuntária, estudada a partir da perspectiva da abordagem da atividade em psicologia. Em uma série de estudos, Zinchenko demonstrou que a recordação do material a ser lembrado depende fortemente do tipo de atividade direcionada ao material, a motivação para realizar a atividade, o nível de interesse no material e o grau de envolvimento na atividade. Assim, ele mostrou que, seguindo a tarefa de classificar o material em ambientes experimentais, os seres humanos demonstram uma taxa de recordação involuntária melhor do que na tarefa de memorização voluntária do material.
O trabalho pioneiro de Zinchenko sobre a memória involuntária tornou-se uma base para o desenvolvimento da  teoria da atividade de Leontiev e da pesquisa psicológica sobre a memória na psicologia do desenvolvimento soviético.

## Principais obras
- Zinchenko, P. I. (1939). O zabyvanii i vosproizvedenii shkol'nyx znanij  [On forgetting and remembering academic knowledge].  Kandidat (doutorado) tese. (О забывании и воспроизведении школьных знаний. In «Научные записки Харьковского педагогического института иностранных языков», 1939; т. I, pp. 189–213; Also in Ильясов, И.И., & Ляудис, В.Л. Хрестоматия по возрастной и педагогической психологии. Работы советских авторов 1918-1945 г. М. 1980)
- Zinchenko, P. I. (1939). Problema neproizvol'nogo zapominaniya (Проблема непроизвольного запоминания. In «Научные записки Харьковского педагогического института иностранных языков», 1939; т. I, pp. 145–187) -- Published in English as --
  - Zinchenko, P. I. (1983–84). The problem of involuntary memory. Soviet Psychology XXII, 55-111.
- Zinchenko, P. I. (1961). Neproizvol'noe zapominanie [Involuntary memory] (in Russian). Moscow: APN RSFSR. -- Chapter 4 (pp. 172–207) is published in English as --
  - Zinchenko, P. I. (1981). Involuntary memory and the goal-directed nature of activity. In J.V. Wertsch (ed.) The Concept of Activity in Soviet Psychology (pp. 300–340). Armonk, NY: ME Sharpe, Inc.
- Smirnov, A. A. & Zinchenko, P. I. (1969). Problems in the psychology of memory. In M. Cole & I. Maltzman (eds.), A handbook of contemporary Soviet psychology. New York: Plenum Press.